# Hans Kühl
Hans Kühl (* 11. Februar 1879 in Karlsburg; † 23. April 1969 in Berlin) war ein deutscher Pionier der Zementchemie und Baustofftechnologie.

## Leben
Hans Kühl wurde 1899 im Corps Hasso-Borussia Freiburg recipiert. Er studierte Chemie bei Wilhelm Ostwald und Max Bodenstein, wobei er auch in engen Kontakt zu Wolfgang Ostwald stand. 1903 promovierte er mit einer Arbeit über die Kinetik des Kohlenoxid-Knallgases und wurde Assistent bei Bodenstein.
1905 ging er an Hermann Passows Chemisch-Technische Versuchsanstalt in Blankenese. 1907 wechselte er nach Berlin-Lichterfelde und übernahm das Zement- und Mörteltechnische Institut von Wilhelm Michaëlis, das 1922 der Technischen Universität Berlin angegliedert wurde. An der Fakultät für Allgemeine Ingenieurwissenschaft war er Professor für Chemische Technologie der Baustoffe sowie Zement- und Mörtelkunde. Er verfasste zahlreicher Grundlagenwerke seines Fachgebiets. Er erhielt ein Patent auf Gipsschlackenzement, später auch als Sulfathüttenzement bezeichnet.
Ab 1945 ist er als ehrenamtlicher Mitarbeiter der wissenschaftlichen Kommission für Zementtechnik bei der Hauptverwaltung Steine und Erden, als Berater des Zentrallaboratoriums der VVB Zement Dessau tätig.
Seit 2003 wird von der Fachgruppe Bauchemie der Gesellschaft Deutscher Chemiker eine Hans-Kühl-Medaille für herausragende Leistungen auf dem Gebiet der Bauchemie verliehen. Ausgezeichnet wurden: Alois Aignesberger, Kenichi Hattori (2003), Michael Roth (2004), Otto Henning and Dietbert Knöfel (2005), Wolfgang Wieker (2008), Hugo Rietveld und Tsuyoshi Hirata (2013).

## Auszeichnungen
1951 Nationalpreis der Deutschen Demokratischen Republik II. Klasse für Wissenschaft und Technik

## Veröffentlichungen
- Zement-Chemie. Technik-Verlag, Berlin 1952, OCLC 2578076.
- Beiträge zur Kinetik des Kohlenoxydknallgases; 1903
- Die Korrektur chemisch mangelhafter Rohstoffe: Vortrag, gehalten auf der Versammlung des Vereins Deutscher Portlandzementfabrikanten am 17. Februar 1911
- Die Chemie der hydraulischen Bindemittel: Wesen und Herstellung der hydraulischen Bindemittel; 1915
- Zur Frage der Verbrennungsvorgänge im automatischen Schachtofen; 1928
- Zementchemie in Theorie und Praxis, Ein Abriß in 6 Vorträgen, gehalten im staatlichen Forschungsinstitut für Baumaterialien und Glas zu Moskau, Verlag Zement und Beton GmbH Berlin, 1929
- Die deutsche Zementmaschinen-Industrie auf dem Weltmarkt; 1931
- Cement chemistry in theory and practice (übersetzt von J. W. Christelow); 1931
- Die „abgeleitete“ Zementanalyse und ihre Beziehung zur Chemie des Portlandzementes: nach einer Untersuchung von Louis A. Dahl, Colton (Californien); 1933
- Der Kalkstandard der Portlandzemente
- Kalziumsilikathydrate. Ein Beitrag zur Erhärtungstheorie der silikatischen Zemente; 1934
- Der Wasserdurchgang als Mittel zur Untersuchung von Korrosionserscheinungen an Mörtelmassen; 1934
- Die Dispersitätsverhältnisse in wässerigen Lösungen des Monocalciumaluminates; 1934
- Zement-Chemie; 3 Bände. 1951
  - Bd. 1: Die physikalisch-chemischen Grundlagen der Zement-Chemie
  - Bd. 2: Das Wesen und die Herstellung der hydraulischen Bindemittel
  - Bd. 3: Die Erhärtung und die Verarbeitung der hydraulischen Bindemittel
- Gipsschlackenzement; 1952 (2. Auflage: Sulfat-Hüttenzement)
- Der Baustoff Zement: eine Einführung in die Herstellung und Verarbeitung; 1963